# Walt Disney Studios Motion Pictures
Walt Disney Studios Motion Pictures là một công ty phát hành phim của Mỹ trực thuộc The Walt Disney Company.
Thành lập năm 1953 với tên gọi Buena Vista Distribution Company, công ty chuyên thực hiện công việc phát hành các bộ phim do Walt Disney Studios sản xuất bao gồm Walt Disney Pictures, Touchstone Pictures, Disneynature và từ năm 2012 là Marvel Studios, vốn là một phần của công ty Marvel Entertainment do Disney quản lý.
Bộ phận này có tên gọi như hiện nay từ năm 2007, trước đó là Buena Vista Pictures Distribution từ năm 1987.

## Lịch sử
Trước năm 1953, các sản phẩm của Walt Disney đều do Columbia Pictures, United Artists và RKO Radio Pictures phát hành. Tuy nhiên, đã có sự bất đồng về giá trị doanh thu với series phim tài liệu người đóng của Disney True-Life Adventures vào năm 1953, dẫn tới việc Walt và anh trai là Roy Oliver Disney thành lập một công ty con hoàn toàn do họ sở hữu, Buena Vista Film Distribution Company, Inc. (BVD) để thực hiện việc phát hành các sản phẩm của họ tại thị trường Hoa Kỳ. Sản phẩm đầu tiên của Buena Vista phát hành là bộ phim người đóng đã giành Giải Oscar, The Living Desert vào ngày 10 tháng 11 năm 1953 cùng với Toot, Whistle, Plunk and Boom, bộ phim hoạt hình đầu tiên do Buena Vista phát hành. Các sản phẩm đáng chú ý sau đó của họ gồm bộ phim nước ngoài, Yang Kwei Fei (Người đàn bà quý phái nhất), phát hành tại các rạp ở Mỹ vào tháng 9 năm 1956, The Missouri Traveler vào tháng 3 năm 1958, và The Big Fisherman vào tháng 7 năm 1959 (bộ phim do hãng thứ ba sản xuất đầu tiên được hỗ trợ tài chính bởi Disney).
Vào tháng 4 năm 1960, công ty đã loại bỏ từ "Film" (phim) khỏi tên gọi chính thức.  Năm 1961, Disney sáp nhập với Buena Vista International, phát hành bộ phim đầu tiên của họ được gán nhãn PG (nên có sự giám sát của phụ huynh), Take Down, vào tháng 1 năm 1979. Vào tháng 7 năm 1987, Buena Vista đổi tên thành "Buena Vista Pictures Distribution, Inc."
Vào tháng 8 năm 1996, Disney và Tokuma Shoten Publishing thoả thuận rằng Disney sẽ phát hành toàn cầu các bộ phim phim hoạt hình Studio Ghibli của Tokuma. Vào tháng 9 năm 1996, Buena Vista Pictures Distribution, Inc. lại bị tách ra.
Năm 2003, Disney ký một thoả thuận phát hành bốn bộ phim hoạt hình với Vanguard Animation, tuy nhiên, chỉ có một bộ phim được ra mắt dưới thương vụ này.
Vào tháng 4 năm 2007, Disney ngừng sử dụng tên Buena Vista cho thương hiệu phát hành phim của họ.

## Các sản phẩm đã phát hành
Walt Disney Studios Motion Pictures rất đáng được chú ý với tám phim đã vượt mốc 1 tỷ USD về doanh thu phòng vé toàn cầu:
- The Avengers của Marvel (2012; $1,511,757,910)[11]
- Star Wars: Jedi cuối cùng (2017; $1,332,539,889)[12]
- Người Sắt 3/ Iron Man 3 (2013; $1,210,035,000)[13]
- Nữ hoàng băng giá/ Frozen (2013; $1,169,244,858)
- Cướp biển vùng Caribe 2: Chiếc rương tử thần/ Pirates Of The Caribbean 2: Dead Man's Chest (2006; $1,066,179,725)
- Câu chuyện đồ chơi 3/ Toy Story 3 (2010; $1,063,171,911)[14]
- Cướp biển vùng Caribe 4: Trên con sông lạ/ Pirates Of The Caribbean 4: On Stranger Tides(2011; $1,043,871,802)[15]
- Alice ở xứ sở thần tiên/ Alice In A Wonderland (2010; $1,024,299,904)

Disney là hãng phim chính ở Hollywood duy nhất đã phát hành trên bốn phim vượt mốc 1 tỷ USD (về doanh thu toàn cầu). Thêm vào đó, Disney là hãng đầu tiên trong số hai hãng phim đã phát hành hai bộ phim đạt mốc 1 tỷ USD doanh thu trong cùng một năm (cúng với Warner Bros.). Ba bộ phim hoạt hình có doanh thu cao nhất đều do Disney phát hành, cùng với mười sáu trong số hai mươi phim dán nhãn G (phù hợp với tất cả mọi người) có doanh thu cao nhất. Vào năm 2012, Disney đạt được mức doanh thu phòng vé hàng năm cao nhất khu vực Bắc Mỹ.
Công ty phát hành tất cả các bộ phim do The Walt Disney Studios sản xuất, các bộ phận sản xuất phim khác của Disney và một số hãng thứ ba gồm có:
| Các bộ phận hiện tại - Walt Disney Pictures - Walt Disney Animation Studios - Pixar Animation Studios - DisneyToon Studios - Lucasfilm - The Muppets Studio - Marvel Studios - Disneynature - Touchstone Pictures - ESPN Films | Các bộ phận trước đây - Hollywood Pictures (1990-2007; không còn tồn tại nữa) - Miramax Films (1993–2010; đã bán) - Dimension Films (1993–2005; trước đây là một nhánh của Miramax Films, sau đó do The Weinstein Company quản lý) - Pictures Movers Digital (2009–2011; thương vụ góp vốn đã ngừng) |

| Các thương vụ sản xuất/phát hành - DreamWorks Studios (2011–nay) - Jerry Bruckheimer Films (1993-2014) - Mandeville Films (1996-nay) - Mayhem Pictures (2002-nay) - Studio Ghibli (khu vực Bắc Mỹ; 1998–nay) - Martin Chase Productions - Mark Gordon Co. - Junction Entertainment - Panay Films - POW! Entertainment |

### Các thương vụ quốc tế
Walt Disney Studios Motion Pictures International được thành lập vào năm 1961 dưới tên gọi Buena Vista International. Vào năm 1992, Disney quyết định kết thúc thương vụ chung trước đây với Warner Bros., vốn bắt đầu từ năm 1988 để phát hành các bộ phim của họ tại các thị trường nước ngoài (Anh, Ireland, Benelux & Scandinavia). Quyền phát hành tại Tây Đức được dành cho MGM và sau đó là 20th Century Fox trước thương vụ với Warner Bros. Tại Nga và các nước thuộc khối CIS, Mexico, Brazil, Thái Lan, Singapore và Philippines, các bộ phim của Disney được phát hành theo một thương vụ chung với Sony Pictures Entertainment.
Các hãng phát hành ngoài nước khác
- Anh/Ireland — Rank Film Distributors (1954-1987) và Warner Bros. (1987-1992)
- Thổ Nhĩ Kỳ — United International Pictures
- Ukraine — United International Pictures and Sony Pictures Entertainment
- Kazakhstan — United International Pictures, Sony Pictures Entertainment và Warner Bros. (trước đây là 20th Century Fox)
- Phần Lan — Suomi-Filmi
- Pháp - Gaumont (1993-2004)
- Bỉ/Hà Lan/Luxembourg — United International Pictures
- Australia/New Zealand — Metro-Goldwyn-Mayer (1959-1968), Greater Union Organization (1968-1987), CIC-Fox (1970s-1987), Village Roadshow (1988-1992)